# Церковь Святого Минаса (Аблах)
Церковь Святого Минаса (арм. Սուրբ Մինաս եկեղեցի) — ныне утраченная церковь XVII века, располагавшаяся в селе Аблах нынешнего Гёйгёльского района Азербайджана. Исходя из спутниковых снимков Google Earth, церковь была уничтожена в конце 1990-х начале 2000-х годов.

## История
Церковь Святого Минаса была построена в XVII веке на месте более старой и разрушенной церкви. Здесь в 1814 году Петрос Адибекянц (1782 года рождения) был рукоположен в священники. Церковь функционировала до 1928 года и в том же году была закрыта по распоряжению властей.
Церковь представляла собой трёхнефную базилику. Полукруглые арки опирались на три пары колонн. По обеим сторонам алтаря располагались кладовые комнаты прямоугольной формы.

## Галерея

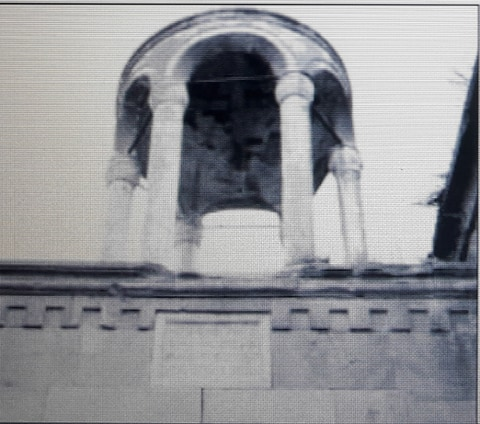
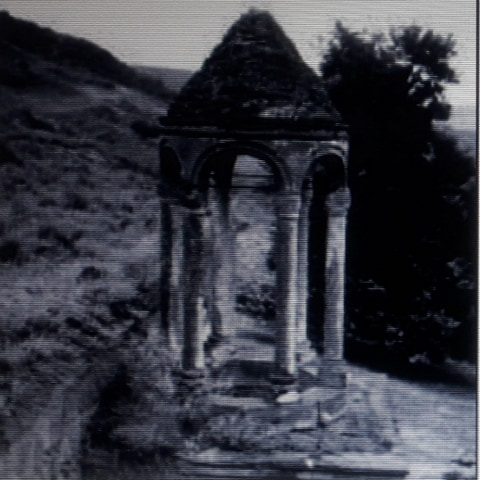
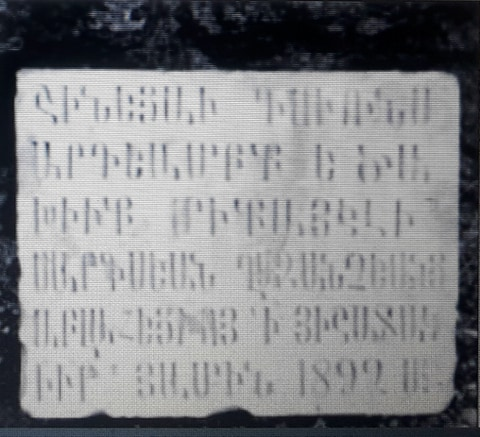
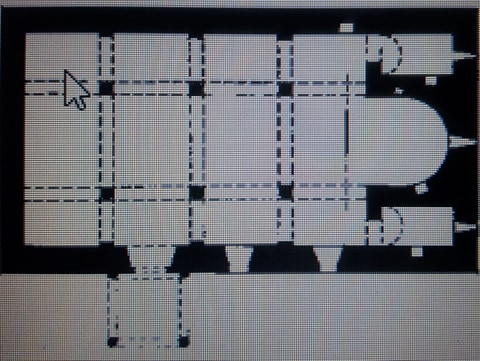